# HMS Collingwood (1908)
HMS Collingwood là một thiết giáp hạm dreadnought thuộc lớp St Vincent của Hải quân Hoàng gia Anh Quốc. Thiết kế của nó hầu như tương tự so với những chiếc thuộc lớp Bellerophon dẫn trước. Bộ Hải quân Anh nhận thức chương trình chế tạo những chiếc dreadnought của Hải quân Đế quốc Đức là một mối đe dọa tiềm tàng cho sự an ninh hải quân của Anh, nên có nhu cầu chế tạo một hạm đội chiến trận hiện đại mạnh đáng kể càng nhanh càng tốt; và việc chế tạo dựa trên một thiết kế sẵn có rõ ràng sẽ tiết kiệm được thời gian. Hải quân Anh dự định có một hạm đội chiến trận nòng cốt bao gồm tám chiếc dreadnought tương tự: Dreadnought, ba chiếc lớp Bellerophon, ba chiếc lớp St Vincent cùng một chiếc khác chưa được đặt tên, sau này được chấp thuận chế tạo như là chiếc Neptune.

## Thiết kế và chế tạo

### Thiết kế
So với lớp Bellerophon dẫn trước, trọng lượng choán nước của Collingwood tăng thêm 650 tấn Anh (660 t), chiều dài tăng thêm 10 ft (3,0 m) và mạn thuyền rộng hơn 18 in (0,46 m). Một dàn pháo chính mạnh hơn được trang bị, trong khi vỏ giáp bảo vệ chỉ được cải thiện tối thiểu; trữ lượng nhiên liệu mang theo và tốc độ tối đa thiết kế đều được cải thiện. Dáng vẽ của nó có thể được phân biệt so với lớp dẫn trước nhờ những khác biệt nhỏ trên cấu trúc cầu tàu và cột ăn-ten trước, bố trí lại cột ăn-ten chính từ phía trước vị trí chỉ huy phía sau ra phía sau, và bởi bề rộng các ống khói không đồng nhất: ống khói trước hẹp hơn ống khói sau. Collingwood có một dãi băng sơn màu trắng chung quanh ống khói sau.

#### Vũ khí
Dàn vũ khí chính của nó bao gồm mười khẩu pháo BL 12 in (300 mm)/50 caliber Mk XI trên năm tháp pháo nòng đôi. Sự gia tăng chiều dài nòng pháo từ cỡ 45-calibre sang cỡ 50-calibre đã làm tăng lưu tốc đầu đạn từ 2.850 ft/s (870 m/s) lên 3.101 ft/s (945 m/s) với cùng một trọng lượng đạn pháo xuyên thép. Điều này đã giúp tăng cường khả năng xuyên thép khoảng nữa inch ở khoảng cách 3.000 yd (2.700 m), nhưng lưu tốc đầu đạn cao hơn lại khiến đạn pháo kém chính xác; các loạt đạn pháo bị phân tán trên một khu vực rộng hơn so với những con tàu trước đó.
Sự bố trí các tháp pháo giống như các thiết giáp hạm dreadnought Anh trước đây. Tháp pháo "A" đặt ở sàn trước với góc bắn không bị giới hạn qua mũi tàu khoảng 270°. Các tháp pháo "P" và "Q" được bố trí mỗi bên mạn tàu trên sàn chính giữa các ống khói, chúng có góc bắn danh định 180°, từ thẳng ra phía trước đến thẳng ra phía sau. Vì được đặt song song với nhau, chúng không có khả năng bắn chéo qua mạn bên kia; và trong thực hành việc khai hỏa quá sát theo trục dọc con tàu sẽ gây những hư hại không thể chấp nhận được cho cấu trúc thượng tầng. Tháp pháo "X" được đặt giữa ống khói sau và cấu trúc thượng tầng phía sau, ngang sàn chính; nó có góc bắn khoảng 110° qua cả hai bên mạn tàu, nhưng không thể bắn thẳng ra phía trước và phía sau. Tháp pháo "Y" được đặt ở sàn sau ngang mức sàn chính và có góc bắn không bị giới hạn qua đuôi tàu khoảng 300°.
Dàn pháo hạng hai, dùng để tự vệ chống các tàu phóng lôi, bao gồm mười tám khẩu pháo QF 4 in (100 mm) Mk II. Một cặp pháo này trên bệ không có lá chắn được bố trí trên nóc các tháp pháo "A", "P", "Q" và "X", và mười khẩu còn lại bố trí trên những tháp pháo nòng đơn ngang mức sàn trước trên cấu trúc thượng tầng. Những khẩu trên tháp pháo "A" được tháo dỡ vào năm 1911. Đến năm 1917, khi có nhu cầu trang bị gấp cho tàu buôn sự tự vệ cần thiết chống lại tàu ngầm Đức, một số các khẩu pháo kiểu này được tháo dỡ khỏi các tàu chiến chủ lực. Mọi khẩu pháo được tháo dỡ khỏi nóc các tháp pháo, nhưng một số được tái bố trí ở vị trí mới trên cấu trúc thượng tầng phía trước và trên bệ ở ống khói sau. Khi Chiến tranh Thế giới thứ nhất kết thúc, Collingwood còn tổng cộng mười ba khẩu pháo loại này, bao gồm một khẩu phòng không đặt giữa các ống khói.
Một khẩu pháo phòng không 12-pounder 3 in (76 mm) cũng được bố trí cùng với bốn khẩu pháo chào 3-pounder. Collingwood còn có ba ống phóng ngư lôi 18 in (460 mm) ngầm, gồm một ống mỗi bên mạn và một ống phía đuôi tàu.

#### Động lực
Collingwood được cung cấp động lực bởi bốn turbine hơi nước Parsons dẫn động trực tiếp đến bốn trục chân vịt. Hơi nước được cung cấp từ 18 nồi nơi Yarrow ống lớn với áp suất hoạt động 235 psi (1.620 kPa), cho phép có được công suất tối đa 24.500 shp (18.300 kW) và một tốc độ thiết kế 21 kn (39 km/h). Trữ lượng nhiên liệu mang theo thông thường là 900 tấn Anh (910 t) than, nhưng có thể mang đến tối đa 2.700 tấn Anh (2.700 t) cùng 850 tấn Anh (860 t) dầu, cho phép một tầm xa hoạt động ở tốc độ đường trường 10 kn (19 km/h) là 4.690 nmi (8.690 km) khi chỉ sử dụng than, hoặc 6.900 nmi (12.800 km) khi phun dầu vào than; ở tốc độ 18,7 kn (34,6 km/h), tầm xa hoạt động là 4.250 nmi (7.870 km).

#### Vỏ giáp
Đai giáp chính ở ngang mực nước dày 10 in (250 mm), kéo dài từ một điểm ngang mép trước của bệ tháp pháo "A" cho đến cuối tháp pháo "Y". Mép bên dưới được mở rộng ngang mớn nước thông thường đến 4,9 ft (1,5 m) bên dưới mực nước. Bên trên sàn chính với cùng chiều dài là một đai giáp trên dày 8 in (200 mm) đạt đến chiều cao 8,6 ft (2,6 m) bên trên mớn nước thông thường. Phía trước bệ tháp pháo "A", đai giáp chính được kéo dài với độ dày 7 in (180 mm) cho đến khoảng một phần ba khoảng cách đến mũi tàu; từ điểm này và giữa điểm cuối của đai giáp đến đuôi tàu, mực nước chỉ được bảo vệ bởi lớp giáp dày 2 in (51 mm).
Một vách ngăn ngang dày 5 in (130 mm) cắt ngang hai mạn phần trước con tàu tại điểm kết thúc phần đai giáp dày 7 inch; nó mở rộng từ ngang mức sàn dưới cho đến sàn chính. Vách ngăn phía sau cắt ngang con tàu tại cuối phần đai giáp chính dày 10 inch; nó cũng mở rộng từ ngang mức sàn dưới cho đến sàn chính và dày 8 in (200 mm).
Vỏ giáp của sàn tàu thay đổi theo một cấu trúc phức tạp, dựa trên sự hiện diện hay vắng mặt của các cấu trúc bên trên, và độ quan trọng tương đối của những thành phần mà nó bảo vệ. Phần được bảo vệ tối đa bao gồm hầm đạn và khoang động cơ. Kể từ trên xuống, vỏ giáp của sàn chính dày 0,75–1,5 in (19–38 mm); sàn giữa dày 1,75 in (44 mm); và sàn dưới dày 1,5–3 in (38–76 mm). Các mặt tháp pháo có vỏ giáp dày 11 in (280 mm), trong khi bệ tháp pháo dày 5–9 in (130–230 mm), mỏng hơn ở những nơi được bảo vệ bởi các cấu trúc lân cận. Tháp chỉ huy có vỏ giáp dày 8–11 in (200–280 mm), một lần nữa thay đổi dựa trên mức độ được bảo vệ bởi các cấu trúc lân cận.

### Chế tạo
Collingwood được đặt hàng vào ngày 26 tháng 10 năm 1907. Nó được đặt lườn tại xưởng tàu Devonport vào ngày 3 tháng 2 năm 1908; hạ thủy vào ngày 7 tháng 11 năm 1908; và hoàn tất vào tháng 5 năm 1910. Vào ngày 3 tháng 5 năm 1910, nó được nhập biên chế tại Portsmouth vào Đội 1 của Hạm đội Nhà.

## Lịch sử hoạt động
Cùng với các thành viên khác của hạm đội, nó tham gia các cuộc thực tập thường lệ trong thời bình. Vào tháng 2 năm 1911, đáy tàu bị hư hại do va phải rạn đá ngầm không được ghi trên hải đồ ngoài khơi Ferrol, Tây Ban Nha, buộc phải vào ụ tàu để sửa chữa. Vào ngày 24 tháng 6 năm 1911, nó có mặt tại buổi Duyệt binh Hạm đội Đăng quang ở Spithead. Vào ngày 1 tháng 5 năm 1912, Đội 1 được đổi tên thành Hải đội Chiến trận 1; và sau khi được tái trang bị rộng rãi trong năm 1912-1913, nó hoạt động trở lại vào ngày 21 tháng 4 năm 1914 như là soái hạm của Tư lệnh thứ hai, Hải đội Chiến trận 1.
Từ ngày 17 đến ngày 20 tháng 7 năm 1914, nó tham gia cuộc thử nghiệm động viên và duyệt binh hạm đội. Số lượng các thiết giáp hạm lớp dreadnought có mặt trong cuộc duyệt binh này là nhiều nhất trong lịch sử. Vào ngày 29 tháng 7 năm 1914, nó lên đường đi đến căn cứ chiến tranh của hạm đội tại Scapa Flow. Nó được bố trí một thời gian ngắn với phần lớn hạm đội tại Lough Swilly từ ngày 22 tháng 10 đến ngày 3 tháng 11 năm 1914 trong khi việc phòng thủ tại Scapa Flow được tăng cường.
Trong trận Jutland, Collingwood đã có mặt trong hàng chiến trận, là chiếc thiết giáp hạm thứ hai mươi kể từ đầu hàng sau khi được bố trí. Nó đã đối đầu với một thiết giáp hạm dreadnought lớp König từ 18 giờ 54 phút đến 19 giờ 26 phút, tự nhận đã bắn trúng đối phương. Trong cuộc tấn công của các tàu chiến-tuần dương Đức, nó đã đối đầu với chiếc Derfflinger. Hoàng tử Albert, Vua George VI tương lai của nước Anh, lúc này là một Trung úy chỉ huy tháp pháo "A"; ông được cho là đã ngồi trên vòm quan sát được mở ra của tháp pháo để quan sát trận chiến. Con tàu không tham gia hoạt động nào khác trong Chiến tranh Thế giới thứ hai ngoại trừ các hoạt động tuần tra và thực tập thường lệ, cho dù đã có mặt trong hàng phía Nam của Hạm đội Grand trong nghi thức đầu hàng của Hạm đội Biển khơi Đức vào ngày 21 tháng 11 năm 1918.
Vào tháng 3 năm 1919, Collingwood được đưa về lực lượng dự bị, và hoạt động một thời gian ngắn như một tàu huấn luyện tác xạ tại Portsmouth. Đến  tháng 3 năm 1921, nó được đưa vào danh sách loại bỏ. Nó bị bán cho hãng Stanlee Shipbreaking Company vào ngày  1 tháng 12, và nọ được kéo đến Dover để tháo dỡ vào  tháng 3 năm 1922.